# Community of the Lady of All Nations
Community of the Lady of All Nations (ou Community of the Lady of All Peoples, ou Army of Mary) é um movimento religioso fundado pela mística Marie-Paule Giguère, condenado como herético pela Igreja Católica.   Surgiu como um grupo religioso originário do catolicismo tradicionalista para promover a devoção mariana e se expandiu rapidamente nas décadas de 1970 e 1980. As crenças do grupo foram influenciadas pelas aparições de Nossa Senhora de Todas as Nações, em Amsterdã, e confluíram na crença de que Madre Marie-Paule era a atual Imaculada e canonizada em vida. Após a excomunhão pela Igreja Católica, o grupo se desenvolveu em uma nova igreja, a Igreja de João.
A Community of the Lady of All Nations é composta por cinco obras fundadas por Mãe Marie-Paule:
- O Exército de Maria, que promove a reforma interior dos seus membros;
- A Família dos Filhos e Filhas de Maria, que se dedica à defesa e promoção dos valores familiares;
- As Comunidades dos Filhos e Filhas de Maria, que incluem membros das comunidades religiosas;
- Os Oblatos-Patriotas, que são homens e mulheres preparados para trabalhar nos níveis social e político;
- O Instituto Marialys, que se dedica à juventude e reúne sacerdotes fiéis à Igreja de Cristo.

A Comunidade da Senhora se afirma aberta a todos e é composta por pessoas que reconhecem Marie-Paule como “sua Senhora” e a Senhora de todos os povos.

## História
A canadense Marie-Paule Giguère (1921-2015), em 1954, teria ouvido vozes sobrenaturais lhe dizendo que ela lideraria um movimento católico. Em 28 de agosto de 1971, fundou o Exército de Maria, e em 10 de março de 1975 o cardeal Maurice Roy, de Québec, aprovou o movimento como uma associação católica romana legítima. O movimento se espalhou para além do Canadá. Em 1978, Giguère iniciou a publicação de sua biografia, Vie d'Amour; em 1981, fundou a Família dos Filhos e Filhas de Maria e a Comunidade dos Filhos e Filhas de Maria, cujos primeiros sacerdotes o próprio Papa João Paulo II ordenou pessoalmente em 1986. Em 1986, Giguère fundou os Oblatos-Patriotas e em 1992 o Instituto Marialys. Compraram terras em sua cidade natal, Lac-Etchemin, onde foi construído o quartel-general do grupo, o Centro Eucarístico e Mariano Spiri-Maria, inaugurado em 2000. Após a morte do ex-marido, Giguère juntou-se às Filhas de Maria em 1997 e depois foi eleita Superiora Geral, tornando-se Madre. O movimento chegou a ter 25 mil membros.
Na década de 1980, tanto Marie-Paule quanto seus principais conselheiros começaram a propor doutrinas cada vez mais em desacordo com a ortodoxia católica romana. O Arcebispo de Québec, Cardeal Louis-Albert Vachon, formou em 1984 uma comissão para investigar o Exército de Maria. Aos 27 de fevereiro de 1987, a Congregação para a Doutrina da Fé julgou escritos de dois líderes leigos do Exército de Maria como “seriamente errôneos”. A comissão se concentrou em escritos de Raoul Auclair, segundo os quais a “Imaculada” existia como um ser espiritual desde antes da criação - tendo "sido Maria uma vez" - para depois descer à Virgem Maria; e em outros escritos de Marc Bosquart, alegando que a Imaculada estava agora habitando misticamente Marie-Paule.
Em 4 de maio de 1987, o cardeal Vachon declarou que o Exército de Maria não era mais uma organização católica. O movimento recorreu: em 1988 o presidente do Pontifício Conselho para os Leigos, Cardeal Eduardo Pironio, ratificou a decisão; em 1989, o Supremo Tribunal da Assinatura Apostólica recusou o recurso solicitado pelo Exército de Maria. Em abril de 1991, todos os apelos foram rejeitados e o decreto do Cardeal Vachon tornou-se definitivo. A Comunidade, portanto, não é mais reconhecida como uma associação católica. Ainda assim, o grupo não parou de crescer ou ter estima de diversos setores católicos.
Em 2000, o principal oficial doutrinário do Vaticano, o cardeal Joseph Ratzinger, alertou contra o conteúdo "gravemente errôneo" de Vie d'Amour. No ano seguinte, o episcopado canadense emitiu uma nota doutrinária confirmando que os ensinamentos promovidos pelo Exército de Maria eram contrários às doutrinas fundamentais da Igreja Católica, apesar das numerosas intervenções destinadas a fazer com que a organização se retratasse. Rapidamente, mais e mais Filhos e Filhas de Maria foram forçados a deixar a sua missão ou a sua posição em diferentes dioceses e regressar ao Quebec.
Em 2006, novas revelações a Marie-Paule levaram a uma ruptura completa com o Vaticano. Essas visões distinguiam entre uma Igreja de Pedro, liderada pelo Papa em Roma, e uma Igreja mística e esotérica de João, esta liderada por um dos padres dos Filhos de Maria, Pierre Mastropietro, como Pai Universal. Nessa função, Mastropietro procedeu à ordenação de diáconos e depois padres, à canonização de novos santos, incluindo Raoul Auclair, e até mesmo à proclamação de novos dogmas, passando da Trindade Cristã para uma Quinternidade, que acrescentou a Virgem Maria e a própria Marie-Paule ao Pai, Filho e Espírito Santo. Em 31 de maio de 2009, Marie-Paule foi canonizada na Igreja de João, algo teológica e canonicamente impossível na Igreja Católica Romana.
Em março de 2007, o cardeal de Quebec Marc Ouellet alertou publicamente que os responsáveis pelo Exército de Maria se excluíram da comunhão da Igreja Católica, que seus ensinamentos particulares eram falsos e que suas atividades não deveriam ser frequentadas ou apoiadas por católicos. Logo depois, em julho, aconteceu a ordenação de seis homens por Mastropietro, portanto, proibidas e não reconhecidas pela Igreja Católica.
Diante disso, após consultas com os Bispos do Canadá e também com a Congregação para os Institutos de Vida Consagrada e Sociedades de Vida Apostólica, a Congregação para a Doutrina da Fé emitiu uma declaração de excomunhão que se aplica a vários membros do Exército de Maria, com a aprovação do Papa Bento XVI. A declaração afirma que as excomunhões são "latae sententiae", ou seja, foram incorridas automaticamente.

Um certo número de padres, incluindo alguns dos mais ativos e bem-educados, freiras e leigos abandonaram o movimento Exército de Maria/Igreja de João. Nos últimos anos de sua vida, Marie-Paule estava gravemente doente e não pôde participar da vida diária do movimento, agora liderado por Marc Bosquart como Rei Universal e pelo Padre Mastropietro como Santo Padre da Igreja de João.